# Rojci
Rojci is een plaats in de gemeente Kaštelir-Labinci in de Kroatische provincie Istrië. De plaats telt 64 inwoners (2001).